# Élections régionales de 2018 en Carinthie
Les élections régionales de 2018 en Carinthie (Landtagswahl in Kärntern 2018) se tiennent en Autriche dans le Land de Carinthie, le 4 mars 2018.
Elles voient la nette victoire du Parti social-démocrate d'Autriche (SPÖ) du gouverneur sortant, Peter Kaiser, le parti enregistrant une progression de plus de 10 points de pourcentages. Le SPÖ manque cependant d'un siège la majorité absolue. Après des négociations, un gouvernement de coalition est finalement formé avec le Parti populaire autrichien (ÖVP), arrivé troisième.

## Contexte
Il s'agit des premières élections dans le land depuis la fin en 2017 du Proporz, un système électoral dans lequel les ministres du gouvernement sont eux aussi répartis à la proportionnelle en fonction de la part des suffrages de chaque parti, le gouvernement prenant ainsi toujours la forme d'une coalition.

## Système électoral
Le Landtag est composé de 36 sièges pourvus pour cinq ans au scrutin proportionnel plurinominal avec listes ouvertes, vote préférentiel et seuil électoral de 5 % dans quatre circonscriptions plurinominales. Après décompte des suffrages, il est d'abord effectué une répartition provisoire des sièges selon le quota de Hare. Les sièges sont ensuite répartis selon la méthode D'Hondt à tous les partis ayant franchi le seuil de 5 % des suffrages exprimés à l'échelle du land entier, où ayant obtenu au moins un siège à la pré-répartition.

## Résultats

### Au niveau régional
|                        |                                                        |         |       |       |        |               |  |  |  |  |  |  |  |  |
| Parti                  | Parti                                                  | Voix    | %     | +/-   | Sièges | +/-           |  |  |  |  |  |  |  |  |
|                        | Parti social-démocrate d'Autriche (SPÖ)                | 140 994 | 47,94 | 10,81 | 18     | 4             |  |  |  |  |  |  |  |  |
|                        | Parti de la liberté d'Autriche (FPÖ)                   | 67 538  | 22,96 | 6,11  | 9      | 3             |  |  |  |  |  |  |  |  |
|                        | Parti populaire autrichien (ÖVP)                       | 45 438  | 15,45 | 1,05  | 6      | 1             |  |  |  |  |  |  |  |  |
|                        | Team Carinthie (TK)                                    | 16 667  | 5,67  | 5,51  | 3      | 1             |  |  |  |  |  |  |  |  |
|                        | Les Verts - L'Alternative verte (Grünen)               | 9 188   | 3,12  | 8,98  | 0      | 5             |  |  |  |  |  |  |  |  |
|                        | NEOS - La nouvelle Autriche et le Forum libéral (NEOS) | 6 307   | 2,14  | Nv.   | 0      | en stagnation |  |  |  |  |  |  |  |  |
|                        | ERDE                                                   | 5 441   | 1,85  | Nv.   | 0      | en stagnation |  |  |  |  |  |  |  |  |
|                        | Alliance pour l'avenir de l'Autriche (BZÖ)             | 1 075   | 0,37  | 6,03  | 0      | 2             |  |  |  |  |  |  |  |  |
|                        | Parti communiste d'Autriche (KPÖ)                      | 822     | 0,28  | Abs.  | 0      | en stagnation |  |  |  |  |  |  |  |  |
|                        | Pour tout réformateur intéressé (FAIR)                 | 622     | 0,21  | Nv.   | 0      | en stagnation |  |  |  |  |  |  |  |  |
|                        |                                                        |         |       |       |        |               |  |  |  |  |  |  |  |  |
| Votes valides          | Votes valides                                          | 294 092 | 98,72 |       |        |               |  |  |  |  |  |  |  |  |
| Votes blancs et nuls   | Votes blancs et nuls                                   | 3 826   | 1,28  |       |        |               |  |  |  |  |  |  |  |  |
| Total                  | Total                                                  | 297 918 | 100   | –     | 36     | en stagnation |  |  |  |  |  |  |  |  |
| Abstentions            | Abstentions                                            | 136 203 | 31,37 |       |        |               |  |  |  |  |  |  |  |  |
| Inscrits/Participation | Inscrits/Participation                                 | 434 121 | 68,63 |       |        |               |  |  |  |  |  |  |  |  |